# Az Európai Unió intézményei

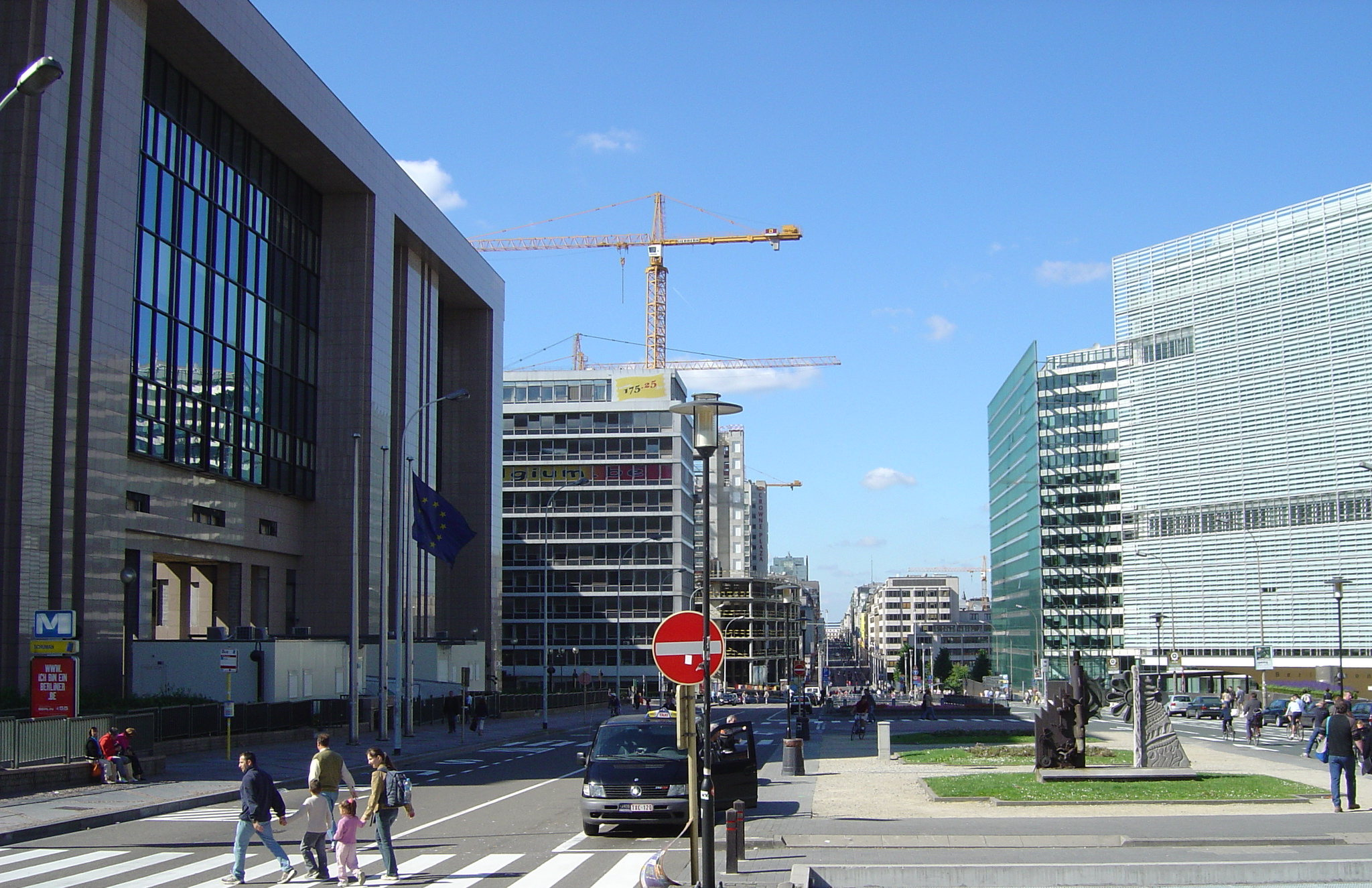
A Tanács (balra) és a Bizottság főépületei Brüsszelben

Az Európai Unió több intézményt foglal magába.

Az Európai Unió főbb intézményei, és politikai rendszere

## AzEurópai Uniófő döntéshozó intézményei
- Európai Parlament (705 tag)
- Európai Tanács (27+1 tag)
- Az Európai Unió Tanácsa (vagy „Miniszterek Tanácsa”) (27 tag)
- Európai Bizottság (27 tag)
- Az Európai Unió Bírósága (27 bíró (valamint az elsőfokú bíróság 54 bírája))
- Európai Központi Bank (ami a nemzeti központi bankokkal együtt alkotja a Központi Bankok Európai Rendszerét)
- Európai Számvevőszék (27 tag)

Az Európai Unió tanácsadó testületei: a szerződések tanácsadó bizottságokat is létrehoztak az intézményekhez
- Régiók Európai Bizottsága, ami a regionális kérdésekben ad tanácsot
- Európai Gazdasági és Szociális Bizottság, ami gazdasági és szociális kérdésekben ad tanácsot (elsősorban munkaadók és alkalmazottak viszonyaiban)
- Politikai és Biztonsági Bizottság, amit a közös kül- és biztonságpolitika kontextusában hoztak létre, s amely a globális biztonság nemzetközi kérdéseit felügyeli és ezekben ad tanácsot.

Az Európai Unió ügynökségei: általában az Európai Unió Tanácsa által rendeletileg életre hívott önálló jogi személyiséggel rendelkező szervek (háttérintézmények), amelyeket az uniós jog alapján, az Unió Intézményeit és az unió polgárait segítő szakmai, szakpolitikai feladatok elvégzése céljából hoztak létre.
Az Európai Unió Kiadóhivatala egy intézményközi uniós hivatal, amelynek az a feladata, hogy gondoskodjon az Európai Közösségek és az Európai Unió kiadványainak közzétételéről.
Az Európai ombudsman kivizsgálja az uniós intézmények, szervek, hivatalok és ügynökségek elleni panaszokat.
Az Európai Beruházási Bank az uniós célok megvalósítását szolgáló projekteket finanszíroz az EU határain belül és kívül egyaránt.
Az Európai adatvédelmi biztos biztosítja, hogy az uniós intézmények és szervek a személyes adatok kezelésekor tiszteletben tartsák a polgárok magánélethez való jogát.
Az Európai Külügyi Szolgálat ápolja az EU nem uniós országokkal kialakított diplomáciai kapcsolatait, és végrehajtja az uniós kül- és biztonságpolitikát.
Az Európai Adatvédelmi Testület gondoskodik arról, hogy az általános adatvédelmi rendelet és a bűnüldözésben érvényesítendő adatvédelemről szóló irányelv alkalmazása következetes legyen az EU tagországaiban, valamint Norvégiában, Liechtensteinben és Izlandon.
Intézményközi testületek: A Kiadványok Hivatala, A számítógépes vészhelyzeteket elhárító csoport, Európai Közigazgatási Iskola, Európai Személyzeti Felvételi Hivatal

## Az intézmények elhelyezkedése

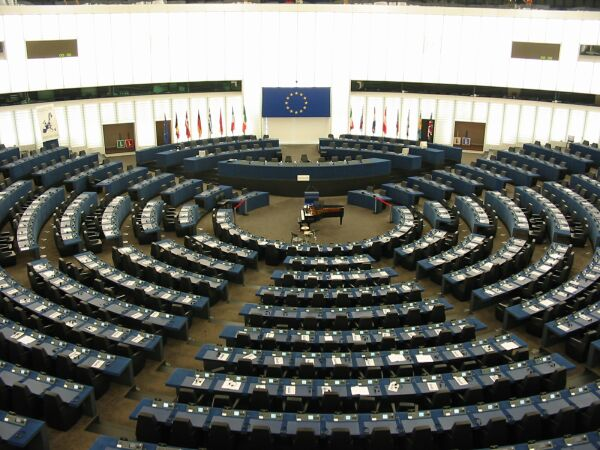
Az Európai Parlament Strasbourgban.

Az EU-nak nincs hivatalos fővárosa, egyes intézményei több város között vannak elosztva mint például:
- Brüsszel az Európai Bizottság és az Európai Unió Tanácsa (más néven Miniszterek Tanácsa) székhelye, és itt kerül sor az Európai Parlament bizottsági ülésére és kisebb üléseire (mini sessions). Az EU legfrissebb bővítése óta Brüsszelben tartották az Európai Tanács összes csúcsértekezletét. A fentiek alapján ezt a várost tekintik az EU de facto központjának.
- Strasbourg az Európai Parlament székhelye, és itt kerül sor az évi 12, egyhetes plenáris ülésre (plenary sessions). Ez a bölcsője a „kibővült Európa” történelmi intézményeinek is (Európa Tanács, Emberi Jogok Európai Bírósága), melyekkel az EU együttműködik.
- Az Európai Bíróság és az Európai Parlament titkársága, valamint az Európai Beruházási Bank Luxembourg városában található.
- Az Európai Központi Bank Frankfurtban helyezkedik el.
- Budapesten az Európai Innovációs és Technológiai Intézet (EIT) és az Európai Unió Bűnüldözési Képzési Ügynöksége (CEPOL) található.[1][2]